# Sinorhizobium meliloti
Sinorhizobium meliloti és un bacteri gramnegatiu que pot formar una relació simbiòtica fent la fixació del nitrogen a través de nòduls de les arrels amb determinades plantes de la família fabàcia (Medicago, Melilotus i Trigonella), incloent l'organisme model Medicago truncatula. El genoma de S. meliloti conté tres replicons, un cromosoma de 3,65 megabases i dos cròmids: pSymA (d'1,35 megabases) i pSymB (d'1,68 megabases), els quals ha estat seqüenciats totalment.

## Usos
La fixació del nitrogen per S meliloti queda interferida pel modificador del plàstic bisfenol A.
Es produeix un biopolímer semblant a la cel·lulosa.

## Simbiosi
La simbiosi entre S. meliloti i les seves plantes hoste comença quan la planta secreta un ventall de betaïnes i flavonoides dins la rizosfera. Aquest compostos atrauen S. meliloti a la superfície de les pilositat de les arrels on els bacteris comencen a secretar el factor nod (nod factor).